# Muggle
Un muggle és, en el món literari de J. K. Rowling, la persona que no té ni una gota de sang bruixa a les venes. És una persona que no té cap mena d'habilitat màgica i no va néixer en una família màgica. Els muggles també es poden descriure com persones que no tenen sang màgica dins. Es diferencia del terme Squib, que es refereix a una persona amb un o més pares màgics però sense cap poder o habilitat màgics, i del terme muggle-born (o el terme despectiu i ofensiu mudblood, que s'usa per a implicar la suposada impuresa), de sang muggle), que es refereix a una persona amb habilitats màgiques però amb pares no màgics. El terme equivalent usat per la comunitat màgica de l'univers d'Amèrica és No-Maj, No-Majs, i França són No-Magiques, No-Majes, més noms són els Can't-Spells, els No-Mags, que tots són l'abreviatura de "No Magic".